# Китайские лягушкозубы
Китайские лягушкозубы (лат. Liua) — малоизвестный род хвостатых земноводных, обитающих в Восточной Азии. Виды различаются между собой различиями в длине рядов нёбных зубов и в числе поперечных борозд по бокам тела. Ранее сычуаньских лягушкозубов относили к роду Лягушкозубы (лат. Ranodon).

## Виды
- Китайский лягушкозуб (Liua shihi Liu, 1950)
- Цинпайский лягушкозуб (Liua tsinpaensis Liu et Hu in Hu, Zhao, et Liu, 1966))